# 尤哈尼·阿霍
尤哈尼·阿霍（芬蘭語：Juhani Aho，1861年9月11日—1921年8月8日）是首批用芬兰语长期创作的芬兰职业作家和记者。他的文学生涯长达40多年。他曾被诺贝尔文学奖提名12次。